# Murrhardt
Murrhardt est une ville de Bade-Wurtemberg (Allemagne), située dans l'arrondissement de Rems-Murr, dans la région de Stuttgart, dans le district de Stuttgart et dans la région métropolitaine de Stuttgart. La ville, située sur le cours supérieur du Murr est le siège du Parc naturel de la forêt souabe-franconienne (de).

## Géographie
La zone urbaine de Murrhardt fait partie des espaces naturels des monts de Souabe et Franconie ainsi que de l'espace naturel Parc naturel de la Schurwald et de la Welzheimer Wald (de). L'habitat est concentré dans la petite ville de Murrhardt, dans la vallée de la Murr, délimitée au nord par la partie sud de la forêt de Mainhardt (de), au sud par la forêt de Murrhardt (de), et dans la partie est par la forêt de Kirnberg, toutes faisant partie de l'espace forestier de Souabe-Franconie.
Les villes limitrophes sont, dans le sens des aiguilles d'une montre : Kaisersbach, Althütte, Auenwald, Sulzbach an der Murr, Großerlach, Oberrot, Fichtenberg et Gschwend.
Les altitudes de la localité sont les suivantes : Gare de Murrhardt : 289 m d'altitude, station d'épuration de Murrhardt : 279 m d'altitude, gare de Fornsbach : 320 m d'altitude, Waldsee Fornsbach : 350 m d'altitude, Riesberg : 490 m d'altitude, église de Kirchenkirnberg : 450 m d'altitude, Hoblersberg : 539,9 m d'altitude, Steinhäusle : 550 m d'altitude.
La ville est composée de trois quartiers : Murrhardt, Fornsbach et Kirchenkirnberg. Le territoire communal compte 76 lieux-dits (villages, hameaux, fermes...)

## Histoire

### Archéologie
Dans la forêt de Murrhardt, cinq tortues fossilisées de trois espèces différentes, vieilles de 200 millions d'années, ont été découvertes dans d'anciennes carrières. L'une d'entre elles, Murrhardtia staeschei constitue un nouveau genre nommé d'après le lieu de découverte. Il s'agit très probablement du premier représentant des Australochelidae dans le Paléarctique[8].
Pendant la Seconde Guerre mondiale, le dinosaure de Murrhardt est découvert au lieu-dit Köchersberg. Il est présenté pour la première fois en 2007 à l'exposition régionale de Stuttgart « Sauriens - success story d'une évolution ». Il s'agit du premier et jusqu'à présent du seul spécimen d'une espèce d'Aetosaurus atteignant une longueur de près de deux mètres.

### Toponymie
Le plus ancien nom allemand de la ville qui nous soit parvenu est Murrahart ; il signifie « forêt de pâturage sur la Murr ». Le nom de la rivière Murr signifie à l'origine « marais, marécage ». Le suffixe -hardt signifie « forêt de montagne » « versant boisé ».

### Période romaine

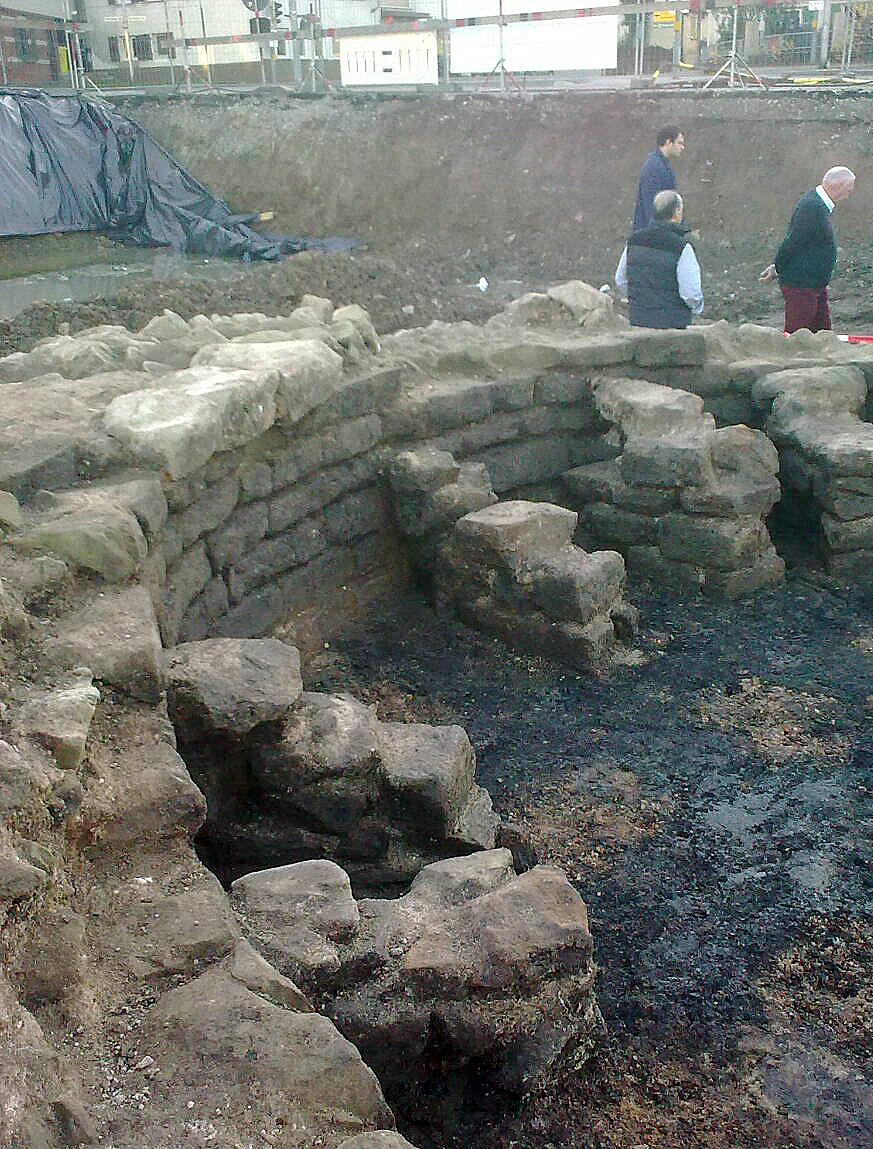
Les bains du camp romain de la Cohorte, Kastell Murrhardt. En bas, on distingue les cendres laissées par le chauffage de l'hypocauste.

Les origines de Murrhardt remontent à l'époque romaine, lorsque la frontière de l'Empire romain est déplacée, en 161 après J.-C., de la vallée du Neckar vers l'est, sur les hauteurs encore inhospitalières de la forêt souabe. Les camps romains fondés furent le germe de nombreuses nouvelles colonies comme Lorch, Welzheim, Mainhardt, Öhringen et Murrhardt. Depuis leurs tours de guet, les troupes auxiliaires romaines surveillaient le large couloir frontalier qui traversait la forêt dense et inhabitée.
Vicus murrensis - nom latin du village de l'époque sur la Murr - fait partie de la province romaine de Germania superior, dans le pays des Décumates et est généralement habité par une population mixte celte et germanique.
Le limes - inscrit au patrimoine mondial de l'UNESCO depuis 2005 - passe milieu de la ville. Le fort romain de la XXIVe cohorte de légions romaines (XXIIII COH VCR) est attesté au sud-est de la vieille ville, mais n'est plus visible (zone de l'ancienne maison d'habitation de la famille Losch). Les camps romains devaient toujours être construits à 30 mètres au-dessus d'un cours d'eau.
Lors de travaux de terrassement, les vestiges d'un bâtiment romain ont été découverts en septembre 2010 à la limite est du centre-ville actuel, à environ 10 mètres plus bas que le fort de la XXIVe cohorte. Des hypocaustes indiquent la présence d'un établissement de bains.
Une tour romaine reconstruite se trouve à 5 km au nord de la ville près de Grab, plusieurs vestiges du limes sont visibles dans les environs immédiats (Gewann Linderst). Des restes du vicus sont datés de 162 après J.-C. (puits en bois). Sur le mont Walterichsberg, où se trouve aujourd'hui l'église de Walterich, se trouvait à l'époque romaine un temple en l'honneur de Mithra, un dieu souvent vénéré par les soldats romains (selon l'origine, il s'agissait d'un dieu solaire persan), ainsi qu'une colonne de Jupiter. Quelques vestiges de ce monument ont été conservés, dont la seule représentation de la louve capitoline avec Romulus et Remus retrouvée au nord des Alpes. Celle-ci se trouve aujourd'hui au musée Carl-Schweizer (de).
Le limes, signe de la puissance romaine et tracé au cordeau à travers le paysage, avait pour fonction de sécuriser la route commerciale romaine dans la vallée du Remstal, qui reliait Mayence et Augsbourg. En 233, une partie des fortifications est détruite lors d'une attaque par les Alamans (percée près de Siegelsberg), mais reconstruites ensuite. Vers 260 après J.-C., les Alamans envahissent toute la région de la rive droite du Rhin et détruisent les fortifications du limes à Murrhardt.
Après la victoire des Francs sur les Alamans à la bataille de Tolbiac en 496, Murrhardt fait partie de l'Empire franc en tant que domaine royal.

### Moyen Âge
| Appartenances historiques Comté de Wurtemberg 1388-1442 Comté de Wurtemberg-Stuttgart 1442-1482 Comté de Wurtemberg 1482-1495 Duché de Wurtemberg 1495-1803 Électorat de Wurtemberg 1803–1806 Royaume de Wurtemberg 1806–1918 République de Weimar 1918–1933 Reich allemand 1933–1945 Allemagne occupée 1945–1949 Allemagne 1949–présent |

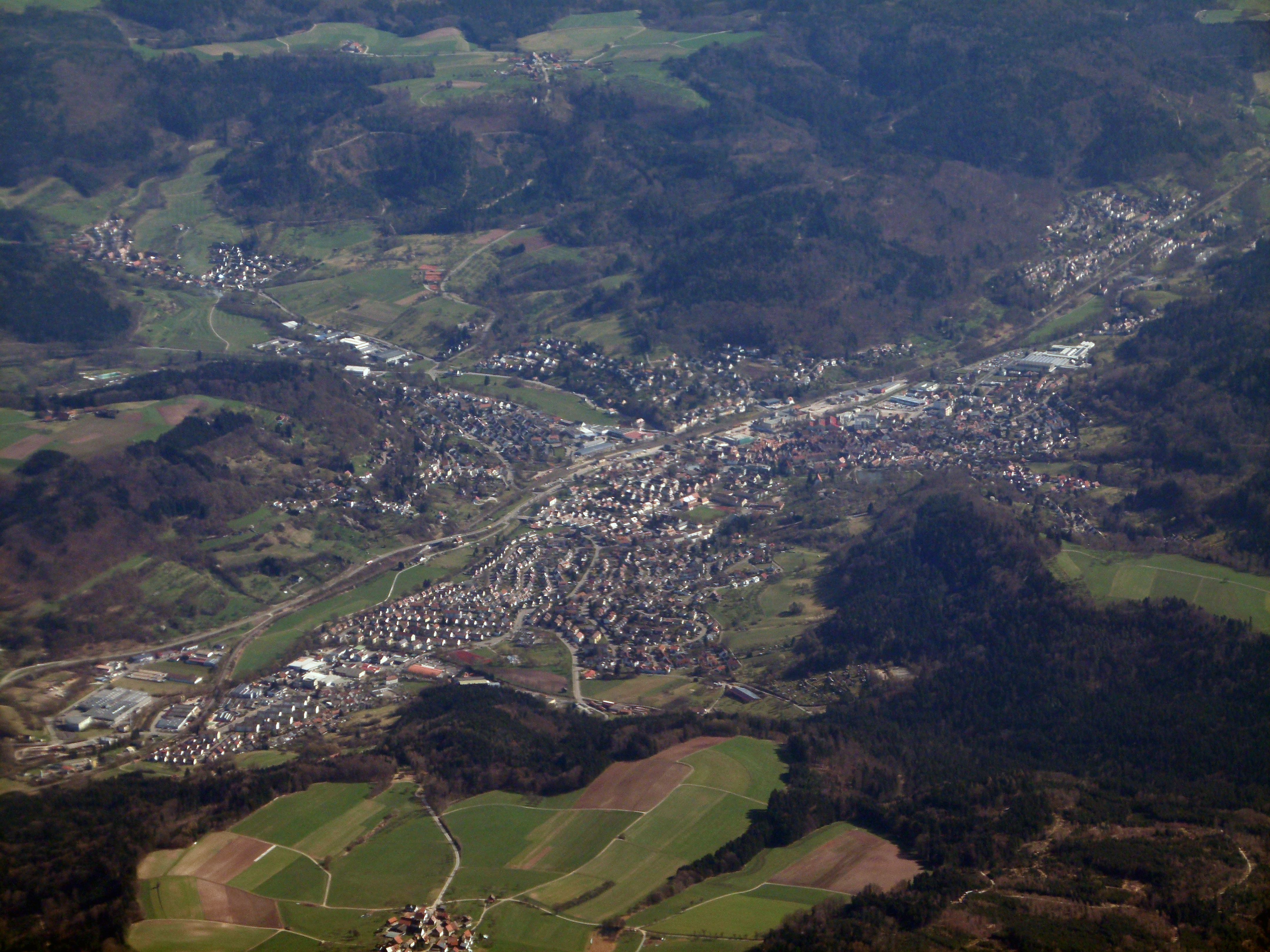
Vue aérienne.

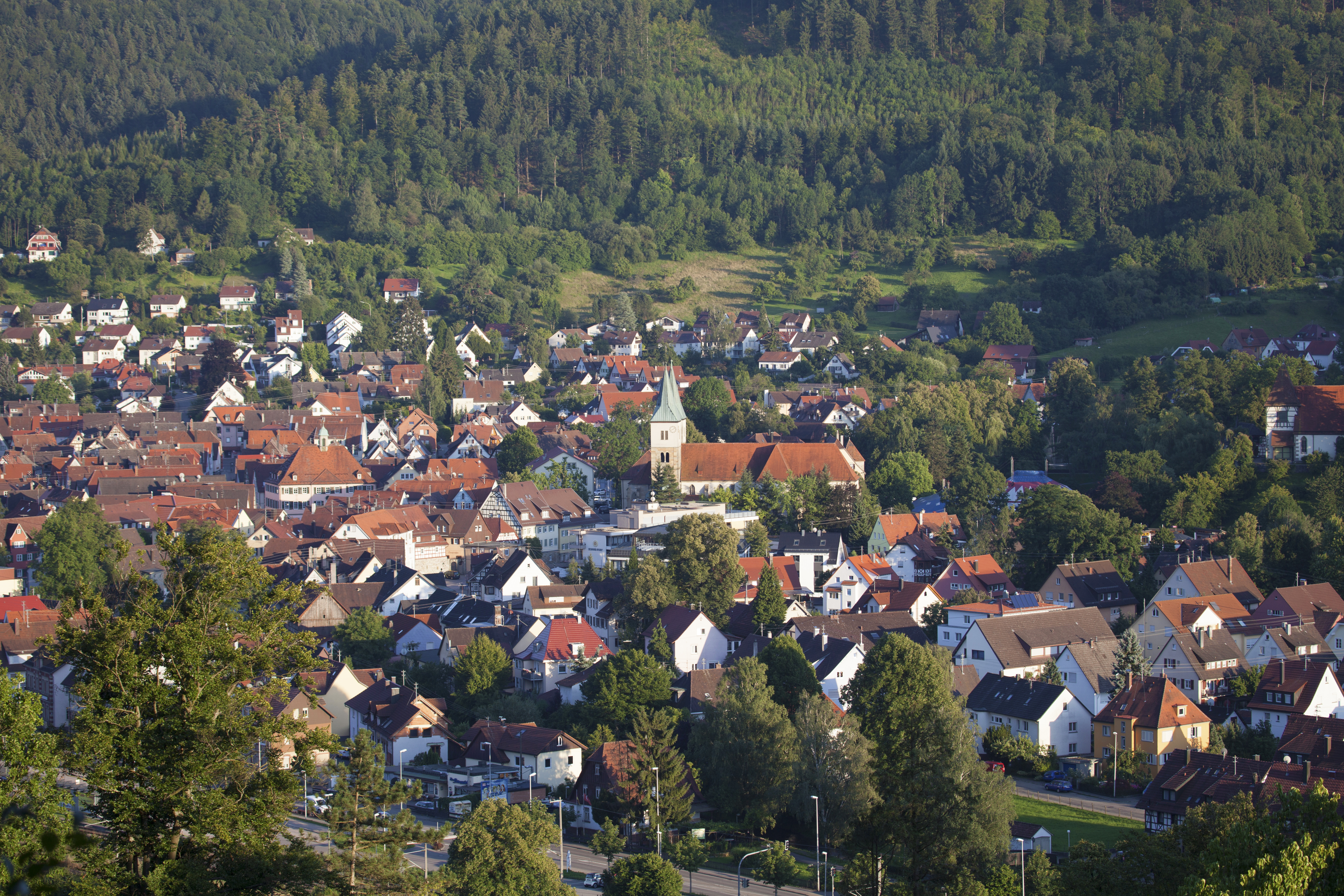
La ville.

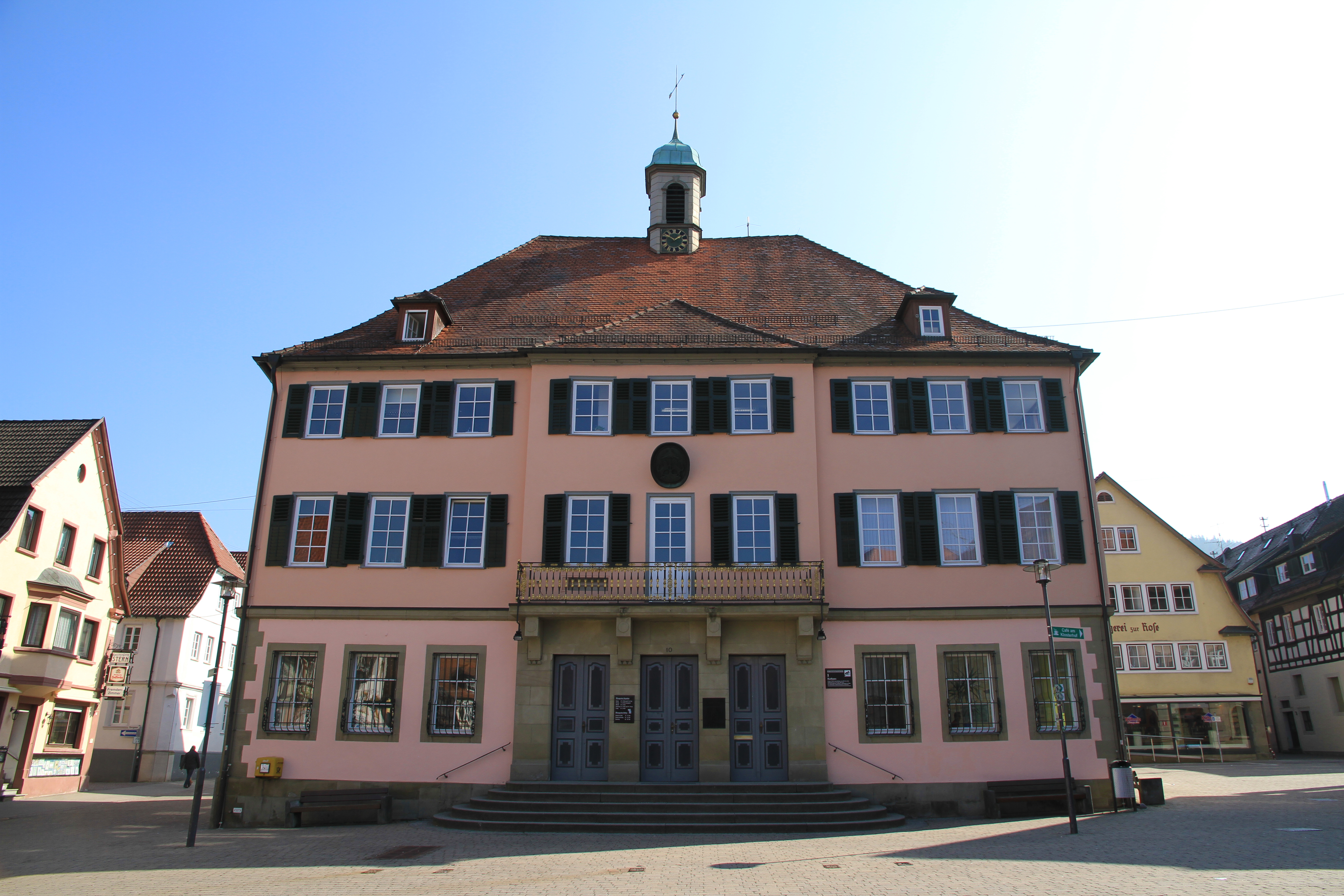
La mairie.

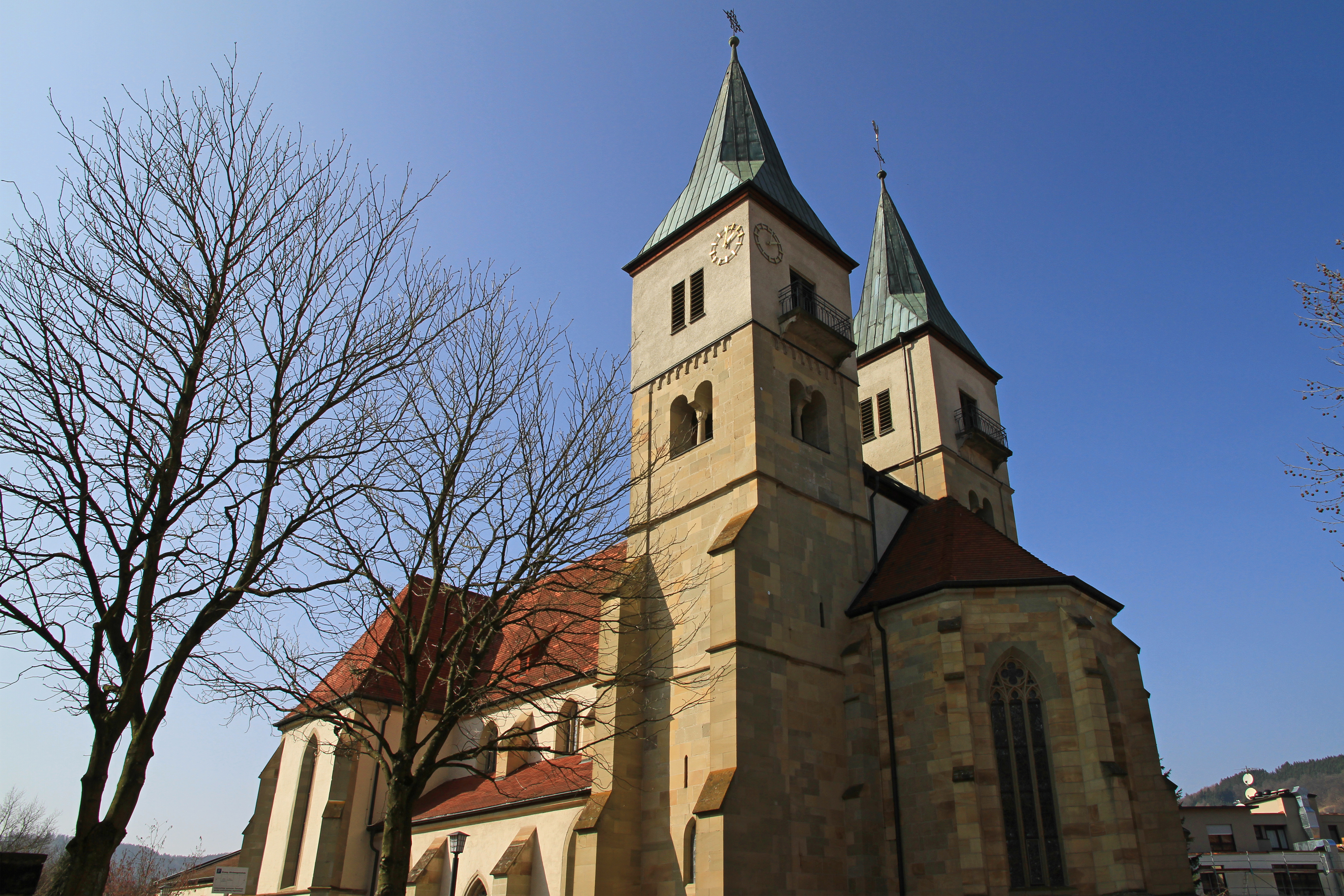
L'église de Murrhardt

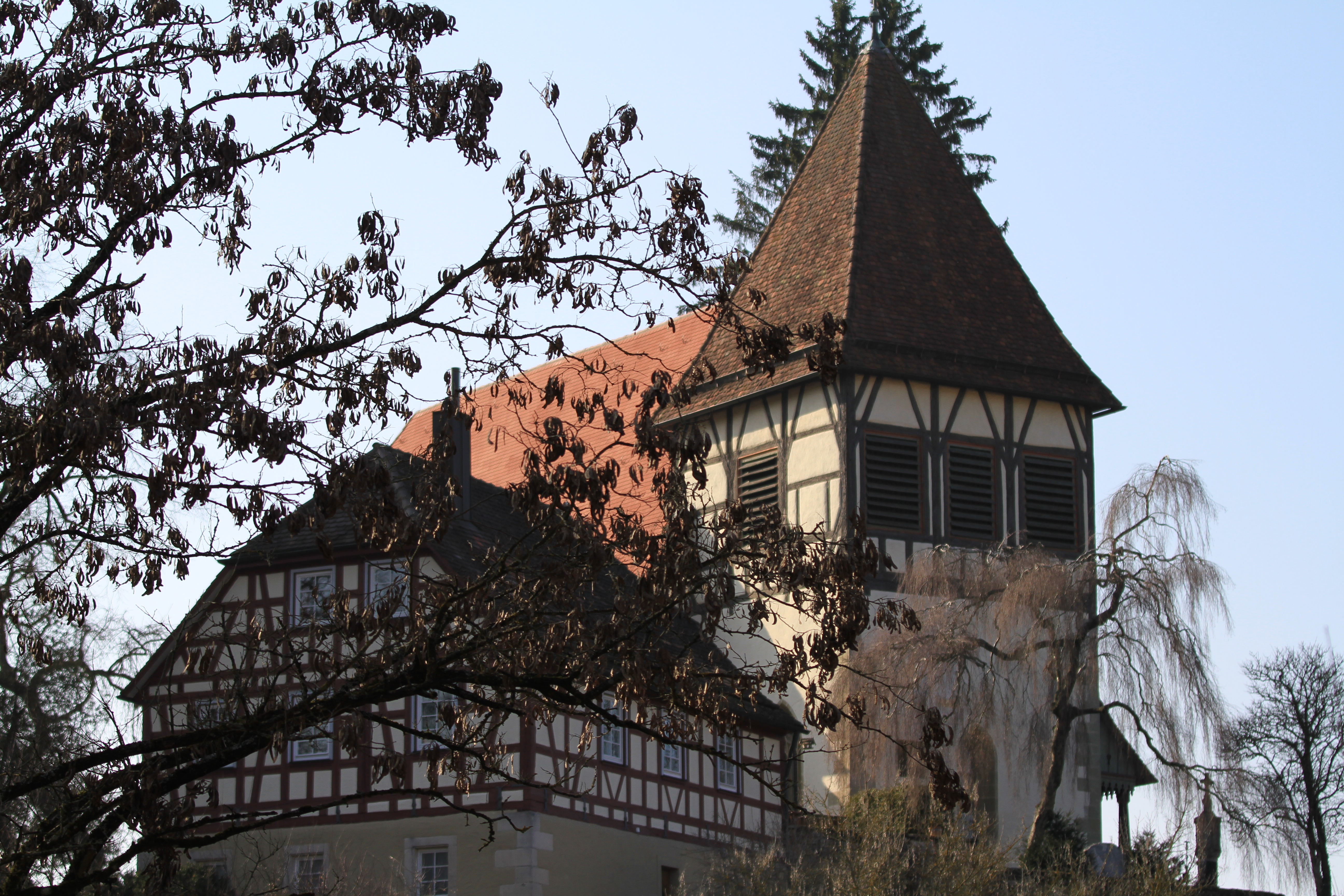
L'église de Walterich.

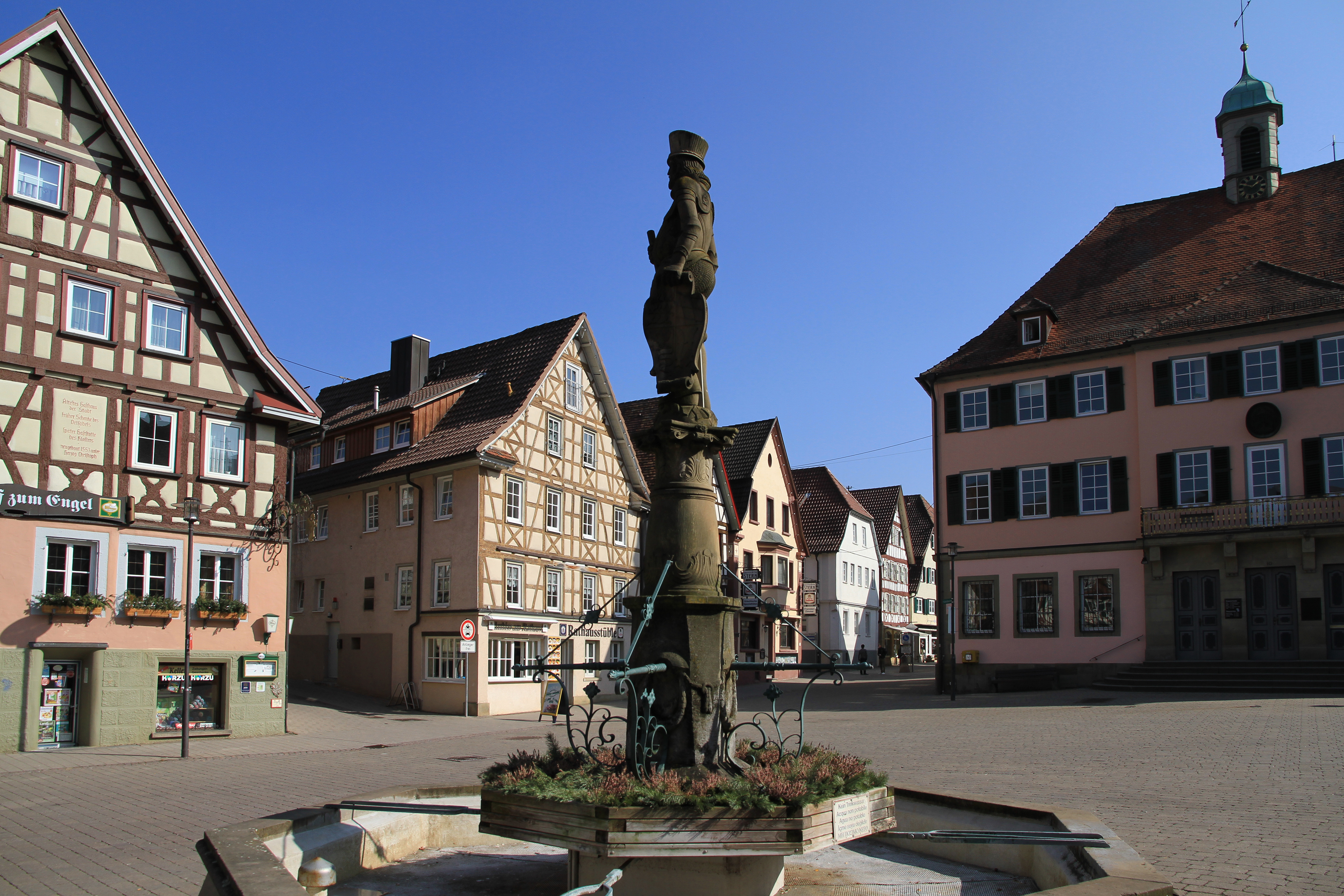
La place du marché.

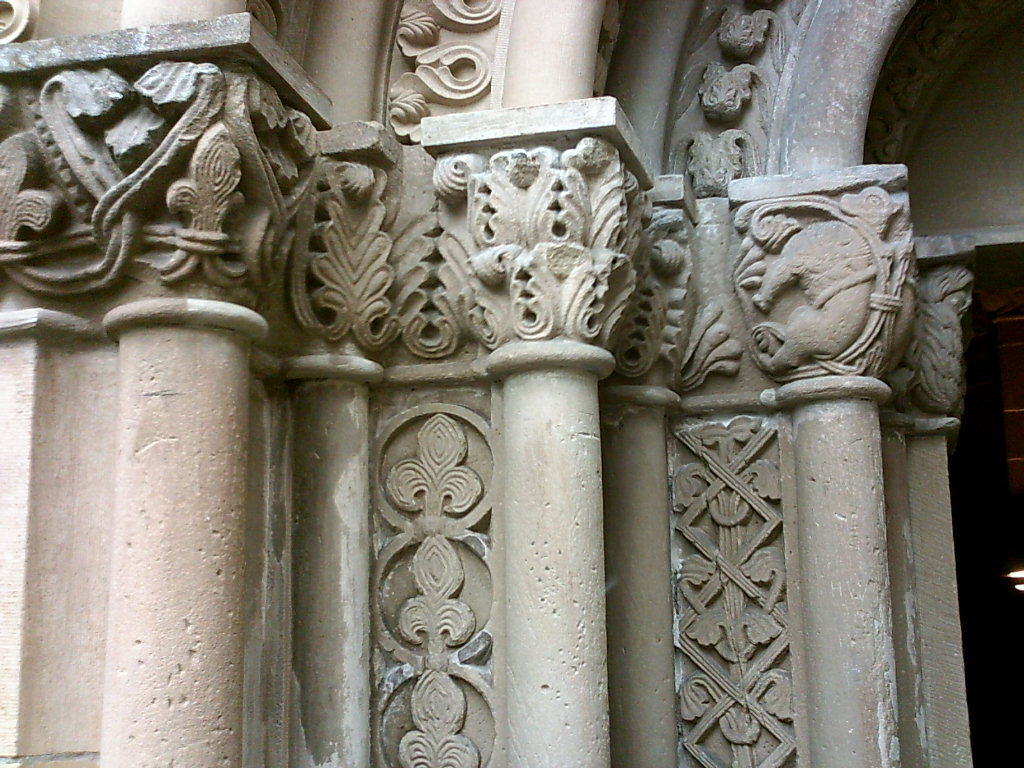
Detail du portail de la chapelle de Walterich.

Sous le règne du roi franc mérovingien Thierry IV ou du maire du plais Charles Martel, le moine itinérant Pirmin érigea vers 730, dans le cadre de la christianisation franque, l'église primitive de la ville sous le nom de Sainte Marie. Elle est aujourd'hui remplacée par l'église de Walterich, ainsi rebaptisée en 1534, à l'époque de la Réforme.
L'ancien monastère bénédictin de Saint-Januarius (monastère de Murrhardt (de)), qui a marqué l'histoire de la ville pendant 1000 ans, remonte également au VIIIe siècle. Le roi des Francs Pépin le Bref fonda vers 750 la cellule primitive de la Sainte-Trinité ; en 788, la cellule des moines cellula Murrahart est mentionnée pour la première fois dans un document délivré par Charlemagne comme appartenant aux évêques de Würzburg, en tant que petit monastère ou prieuré. En 816-817, l'abbé Walterich (de), soutenu financièrement par Louis le Pieux, fils de Charlemagne, fonde le monastère lors de la grande réforme ecclésiastique carolingienne ; ce n'était peut-être pas une nouvelle fondation, un établissement religieux antérieur n'est pas exclu. L'actuelle église de la ville de Murrhardt a pour prédécesseur l'église du monastère du IXe siècle ; le village s'est développé à côté du monastère.
Le monastère avait le droit de battre monnaie, c'est ici que furent frappés les Pfennige de Murrhardt (1130). Vers 1200, le village obtient des droits de marché. En 1288, le bailli du monastère Albrecht von Löwenstein-Schenkenberg accordé à Murrhardt les privilèges urbains. La population vivait chichement ; outre l'agriculture et le petit artisanat, de nombreuses verreries se sont développées autour de Murrhardt. Le travail du bois était traditionnellement l'ancrage de l'économie locale.
En 1372, Murrhardt est touchée par la peste, comme en témoigne une inscription dans l'église de Walterich.

### Sous les Wurtemberg

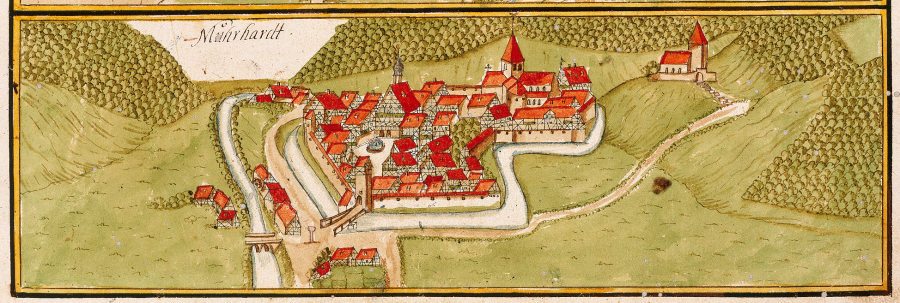
Murrhardt et son monastère, gravure de 1686 du livre forestier d'Andreas Kieser.

En 1388, la ville et les droits de bailliage sur le monastère sont achetés par les comtes de Wurtemberg.
En 1525, la ville et le monastère souffrent de la guerre des paysans, occasionnant la destruction d'une grande partie des collections de la bibliothèque du monastère.
En 1534, le duc Ulrich de Wurtemberg se rallie à la Réforme. Il accorde tout d'abord aux monastères un régime spécial avec le maintien de l'abbé, d'une partie du couvent ainsi que de l'administration. Le monastère de Murrhardt est supprimé, seuls l'abbé et le prieur restent fonctionnaires chargés de l'administration des biens.
Son fils, Christophe de Wurtemberg introduit l'école obligatoire. Une statue du duc couronna pendant près de 250 ans une fontaine dans la cour du couvent et fut déplacée en 1790 sur la fontaine du marché. En 1556, Christoph supprime les monastères dans tout le pays. Comme dans d'autres monastères, une école de monastère est créée à Murrhardt. L'ancienne pharmacie du couvent est l'une des plus anciennes pharmacies du Wurtemberg, elle porte le nom Sankt-Walterich-Apotheke.
De 1556 à 1634, il existe un office monastique protestant. Les « abbés » protestants portent le titre de prélat et sont des fonctionnaires du duc. Ils sont assistés par le bailli du monastère en tant qu'administrateur des finances qui est désormais la personne la plus puissante dans la ville et le monastère. En 1574, le bailli Jakob Hofsess, est décapité en public pour avoir détourné 7000 florins.
Après la bataille de Nördlingen pendant la guerre de Trente Ans, le monastère revint aux bénédictins catholiques, mais ceux-ci doivent à nouveau évacuer après la paix de Westphalie signée en 1648. L'office monastique protestant est rétabli et continue d'exister jusqu'à la sécularisation en 1806.
En 1867, la paroisse protestante reçoit l'ancienne église du couvent, propriété de l'État. Après d'importants travaux de rénovation, elle s'appelle depuis lors Stadtkirche, église de la ville. En revanche, la chapelle de Walterich restée jusqu'à aujourd'hui propriété de l'État.
En 1765, un incendie se déclare à Murrhardt et se propage rapidement par la balustrade en bois de l'ancien mur de la ville. Comme les habitants se trouvent au marché d'Ilsfeld après la récolte, l'incendie a des conséquences désastreuses. La reconstruction de Murrhardt sous le duc Charles II de Wurtemberg et le prélat Friedrich Christoph Oetinger, en partie dans le style baroque, marque la ville durablement le style architectural de la ville. Arrivé dans la ville en 1766, Oetinger, représentant du piétisme wurtembergeois, participe à la recherche de ressources minières dans les environs, opération menée avec zèle mais sans succès.
Murrhardt est à l'époque un siège administratif du Wurtemberg. La préfecture du duc de Wurtemberg, de style baroque, se trouvait en face de la mairie. Madame Jacobina Schippert (une supposée maîtresse de Napoléon III), habitait autrefois dans la même maison. Après son retour de Paris, elle mène une vie solitaire de riche propriétaire du tramway hippomobile parisien.
En 1803, le philosophe Friedrich Wilhelm Joseph von Schelling épouse Caroline Böhmer-Schlegel à Murrhardt.

### Lieu de pèlerinage
Walterich (de), fondateur et premier abbé du monastère, appartient à la haute noblesse franconienne et arrive à Murrhardt vers 796. Une partie de la recherche historique postule qu'il était le fils illégitime de l'empereur Charlemagne et donc un demi-frère de Louis le Pieux. Walterich joue un rôle important durant le règne de Louis en participant aux légations impériales et aux assemblées impériales. Il aurait également été le confesseur de l'empereur. Après sa mort en 840, il est enterré à Murrhardt, à Sainte-Marie. Des légendes circulent autour de Walterich : il aurait été doué de miracles et aurait guéri de nombreuses maladies. Sa réputation s'est largement répandue. Après sa mort, un pèlerinage est organisé sur sa tombe dans l'église. Ce pèlerinage a lieu chaque année pendant la Semaine sainte et apporte à la petite ville une grande affluence, commercialement bénéfique, dès le Moyen Âge.
Walterich est vénéré par le peuple comme le protecteur des infirmes. Le bailli du monastère, le comte Berthold von Wolfsölden, a entrepris des démarches pour sa béatification, qui a eu lieu vers 1226-27. Il n'a cependant jamais été canonisé.
Dans le cadre de la Réforme de 1534, l'église du couvent est rebaptisée Walterichskirche (église de Walterich), car Sainte-Marie sonne trop catholique, et continue à être utilisée comme église du cimetière. En 1612, on brisa la dalle funéraire "miraculeuse" et on utilise les pièces pour construire un tronc d'offrande qui est scellé dans le mur à côté de l'entrée principale de l'église de Walterich. L'ancienne croyance aux miracles se propage à ce nouveau lieu. En 1801, le prélat de l'époque fait enlever les fragments de la plaque funéraire et recouvrir la tombe pour enfin mettre un terme au pèlerinage « catholique ».
Le pèlerinage du Vendredi saint, devenu protestant depuis la Réforme, perdure jusque dans les années 1950. Pour revivre le calvaire du Christ, on gravissait la colline de l'église en glissant sur les genoux et en empruntant « l'escalier des pénitents ». Il a été retiré au milieu du XXe siècle.
La représentation de la Passion Le Mont des Oliviers, sculptée en bois et datant de 1512, revêt une grande importance, on peut encore la voir, toujours du Vendredi saint à Pâques, à l'église Walterich.
La ville est une étape du pèlerinage de Saint-Jacques-de-Compostelle.

### À l'ère industrielle

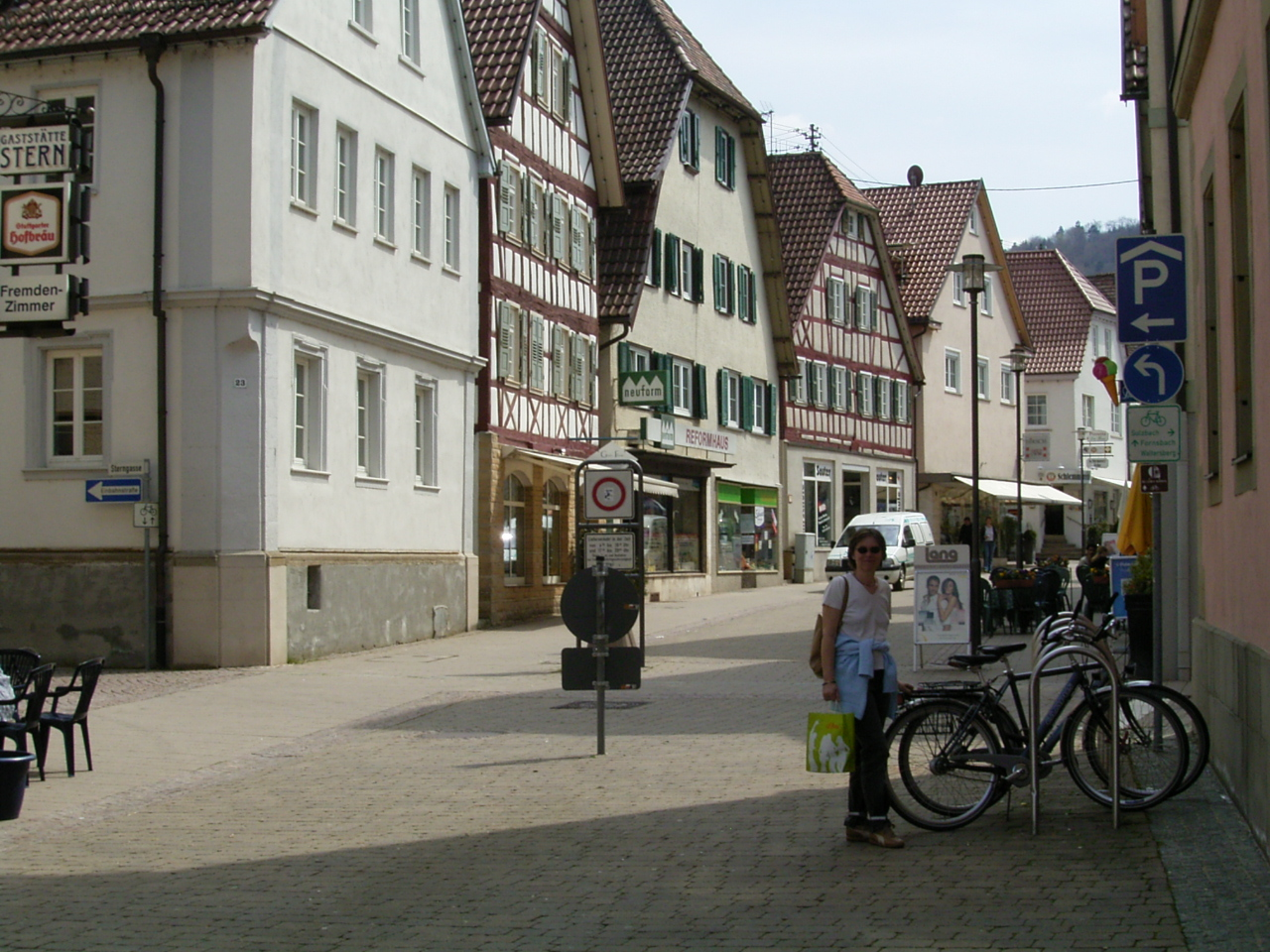
La vieille ville, en 2006

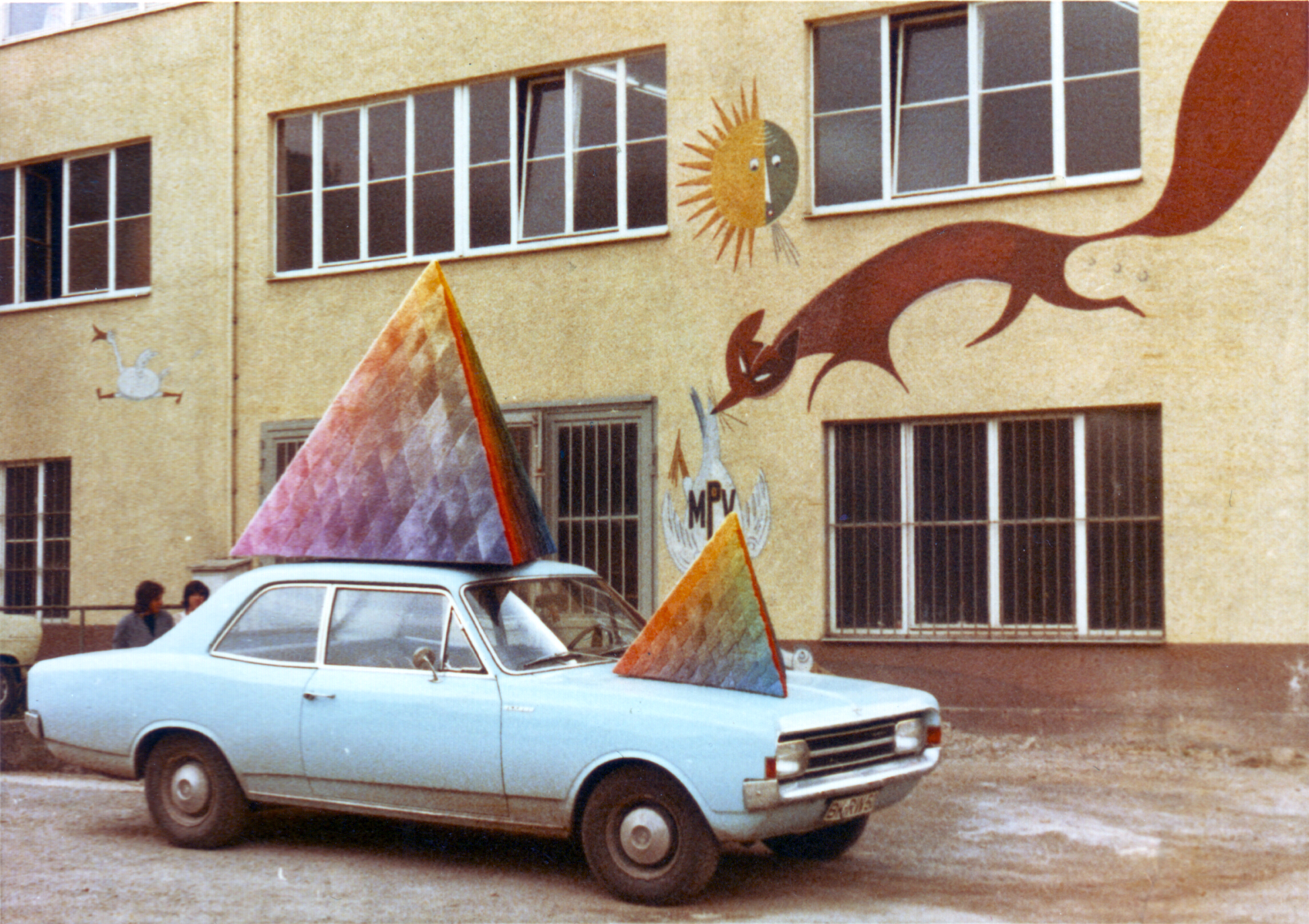
Bâtiment de la société de fourrures Murrhardter Pelzveredlung – MPV, devant une voiture avec des échantillons de couleurs de fourrures, exposition pour le Salon international de la fourrure de Francfort ; peinture murale de Günther Strupp, vers 1980.

Au début du XIXe siècle, les conditions économiques du Wurtemberg sont défavorables. Les guerres napoléoniennes ont pesé lourdement sur la population avec le passage ou la prise de quartiers des troupes dans la ville. En 1806, le bureau du monastère est dissous et Murrhardt est placé sous la tutelle administrative de l'Oberamt Backnang. En 1838, le bureau bureau des impôts est également transférée à Backnang. Les institutions publiques, c'est-à-dire les monastères et les offices ducaux qui avaient autrefois stimulé l'économie de la ville, ont disparu. Cependant, la population a augmenté : en 1830, elle dépasse les 2000 habitants, et l'activité artisanale et commerciale connaît une période de croissance.
Parmi les citoyens libéraux-démocrates de Murrhardt, le plus connu est le maître serrurier Ferdinand Nägele (de) (1808-1879). En mars 1848, il est le seul artisan à être élu membre du Parlement de Francfort, le premier parlement d'Allemagne élu par le peuple. Lorsque les habitants de Murrhardt l'élisent maire en 1853 après l'échec de la Révolution, Nagele n'est pas autorisé à prendre ses fonctions à la demande du ministère royal de l'Intérieur du Wurtemberg. Néanmoins, il continue à se battre pour que Murrhardt soit connecté au réseau ferroviaire du Wurtemberg. Jusque-là, la ville était mal reliée aux voies de transport. En septembre 1843, une expédition postale est mise en place au Gasthof Sonne - depuis lors, elle s'appelle le Sonne-Post. Les marchandises sont transportées dans des voitures tirées par des chevaux. La vallée du Murrtal est reliée au réseau des chemins de fer royaux de l'État du Wurtemberg (de) en 1878. Le réseau Murrtalbahn est un tournant dans l'histoire de la ville puisque le bois, principal produit de la région, devint compétitif grâce au transport ferroviaire.
Le 22 décembre 1934, deux trains entrent en collision sur la ligne à voie unique entre Murrhardt et Sulzbach près de Schleißweiler. La cause de l'accident est une erreur de signal : dix personnes sont tuées. En 1996, la ligne est électrifiée. Une connexion au réseau S-Bahn de Stuttgart n'a pas encore été mise en place pour des raisons de coût.
En raison de la proximité de Backnang, ville de tanneurs, la célèbre entreprise de production de cuir Louis Schweizer s'est développée à la fin du XIXe siècle, dont le bâtiment industriel sur la Fritz-Schweizer-Straße caractérise encore aujourd'hui le paysage urbain. Alors que la production a déjà été arrêtée à Backnang dans les années 1970, la même chose se produit à Murrhardt en 2002 en raison de la concurrence étrangère à moindre coût.
Après la Seconde Guerre mondiale est fondée la Murrhardter Pelzveredlung - MPV. Sous la direction de différents directeurs, l'entreprise devient l'un des leaders du secteur de la fourrure. Les effectifs de l'entreprise ont parfois dépassé les 300 personnes, mais à l'époque où le chiffre d'affaires de la fourrure s'est mis à diminuer, la production est devenue trop chère par rapport à l'étranger, et en décembre 2015, la société est dissoute pour insolvabilité. L'entreprise de traitement des fourrures Fell-Union GmbH se trouve encore en 2022 dans les locaux de la fabrique de cuir.
À la fin du XIXe siècle est fondée la société de balances Soehnle (anciennement Epstein). Dans les années 1930, l'entreprise met sur le marché une balance pour nourrissons, appelée Reformwaage. Après la Seconde Guerre mondiale, elle devient en une entreprise industrielle. Avec des sites de production à Murrhardt et en Suisse, elle reste une entreprise familiale jusqu'en 2002. Puis elle a été cédée à Leifheit AG à Nassau. Pour des raisons de coûts, la production de balances de ménage et de personnes est abandonnée en 2005 à Murrhardt et transférée à Nassau. Le nom de la marque continue à vivre. La construction de balances pour l'industrie, le commerce, l'artisanat et la médecine est restée dans la ville sous la raison sociale Soehnle Professional GmbH & Co. KG, avant d'être transférée à Backnang en 2008.
Lors de la réforme des arrondissement pendant la période nazie, Murrhard est rattachée à l'arrondissement de Backnang en 1938.
Pendant la Seconde Guerre mondiale, Murrhardt et ses hameaux sont attaqués à plusieurs reprises, les installations ferroviaires étant particulièrement visées et touchées. Fin 1944, le ministère de l'Intérieur du Wurtemberg emménage dans la salle municipale de Murrhardt. En avril 1945, après l'occupation du Wurtemberg par les Américains, elle devint un hôpital de campagne. En désarmant un homme du Volkssturm et ses jeunes hitlériens, l'aubergiste et maître-boucher Wilhelm Mauser empêche les combats et la destruction de la ville. Hauser était un ancien fusilier marin impérial à Tsingtau en Chine, l'ancienne colonie allemande de Kiautschou, il tient à éviter à Murrhardt de subir le même sort que la ville voisine de Fornsbach, presque totalement détruite par l'artillerie et l'aviation américaines après une tentative de défense par les troupes allemandes.

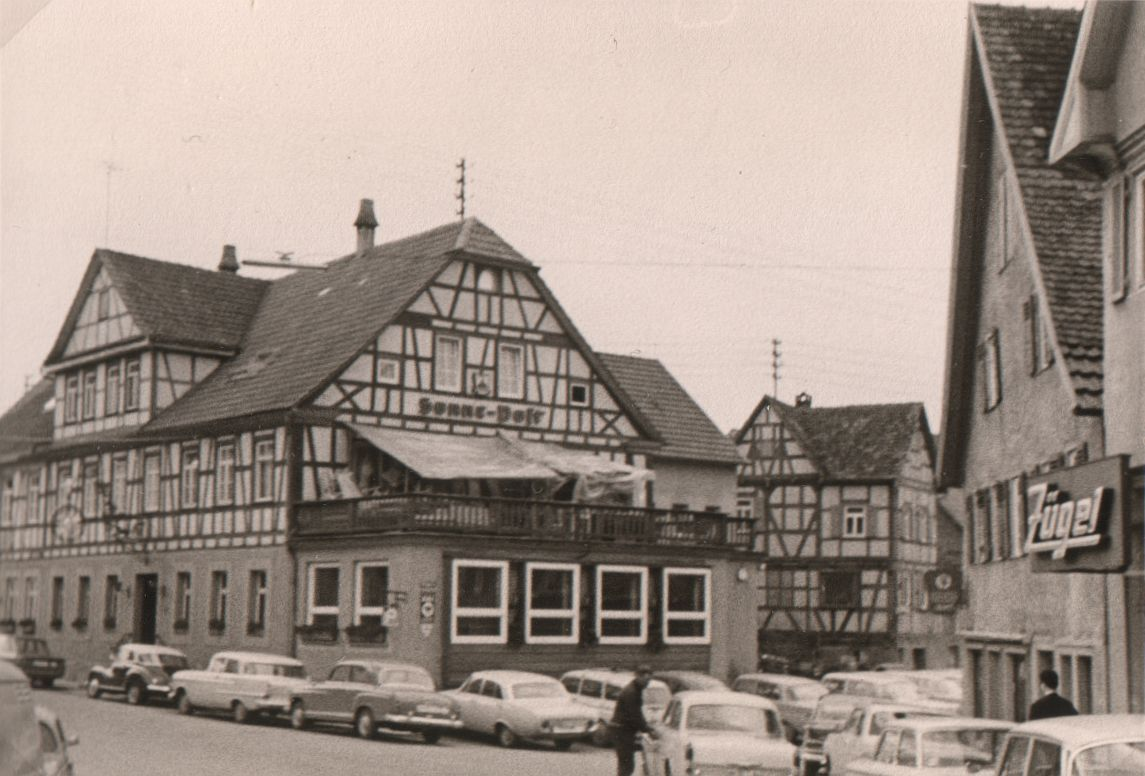
Auberge Sonne-Post, 1965.

Les Américains entrent dans Murrhardt le 19 avril 1945, qui devient une partie de la zone d'occupation américaine et fait partie du nouveau Land de Wurtemberg-Bade, qui est absorbé en 1952 par le Land de Bade-Wurtemberg.
Au XXe siècle, l'auberge Sonne-Post était réputée pour sa gastronomie. Le 20 juin 1945 s'y tient la conférence des conseils régionaux  avec les conseils régionaux du nord du Wurtemberg de la zone occupée par les Américains, réunion qui est considérée comme le début d'un nouvel ordre démocratique dans le Wurtemberg. Pendant la Coupe du monde de 1974, l'équipe nationale de football polonaise y prend ses quartiers, car elle dispute deux de ses trois matchs du premier tour au Neckarstadion de Stuttgart. Leur terrain d'entraînement est le stade Trauzenbach de Murrhardt. En 1994, l'auberge Sonne-Post est rachetée par la ville. Outre la salle Bofinger, utilisée pour les réunions du conseil municipal, le bâtiment abrite de nombreuses associations. En 2016, le bâtiment est reconstruit dans un style historique en lien avec un complexe résidentiel pour personnes âgées dans le quartier.

### Réforme communale
Le 1er juillet 1971, dans le cadre de la réforme communale, les communes de Fornsbach et Kirchenkirnberg, auparavant indépendantes, sont rattachées à la commune de Murrhardt.
En 1973 a eu lieu la réforme des arrondissements du Bade-Wurtemberg, au cours de laquelle Murrhardt se voit rattachée à l'arrondissement de Rems-Murr.

### Cultes
En 1870, 20 catholiques vivent à Murrhardt. Après la Seconde Guerre mondiale, de nombreuses personnes déplacées et réfugiés catholiques des anciens territoires allemands de l'Est sont accueillis dans la ville. La communauté catholique, qui faisait auparavant partie d'Oppenweiler, est indépendante depuis 1957. La nouvelle église catholique inaugurée en 1969 est consacrée sous le nom de Sainte-Marie, comme l'église-mère de Mainhardt datant du VIIIe siècle.
Vers 2020, environ 54 % des habitants sont protestants et environ 23 % catholiques romains.

## Politique et administration
Le conseil municipal compte 18 membres, des conseillers municipaux bénévoles élus et le maire. Le maire a le droit de vote au sein du conseil municipal. Les élections municipales du 26 mai 2019 ont donné les résultats suivants :
| Partis et associations de citoyens | Partis et associations de citoyens                                                       | % 2019  | Sièges 2019 | % 2014  | Sièges 2014 |
| ---------------------------------- | ---------------------------------------------------------------------------------------- | ------- | ----------- | ------- | ----------- |
| CDU-FWV                            | Christlich Demokratische Union Deutschlands/Freie Wähler Landesverband Baden-Württemberg | 33,17   | 6           | 32,64   | 6           |
| UL                                 | Unabhängige Liste                                                                        | 27,82   | 5           | 23,43   | 4           |
| MD/AL                              | Murrhardter Demokraten/Alternative Liste – Bündnis 90/Die Grünen                         | 25,01   | 4           | 20,17   | 4           |
| SPD                                | Sozialdemokratische Partei Deutschlands                                                  | 14,00   | 3           | 23,77   | 4           |
| Total                              | Total                                                                                    | 100 %   | 18          | 100 %   | 18          |
| Participation                      | Participation                                                                            | 53,85 % | 53,85 %     | 45,37 % | 45,37 %     |

Blason de la ville de Murrhardt.

Le 17 juillet 2011, Armin Mößner (CDU) est élu maire au premier tour avec 66,42 % des voix. Le candidat sortant, le Dr Gerhard Strobel, obtient 28,90 % des voix. Hans-Joachim Rosenthal obtient 3,94 % des voix. Le 21 juillet 2019, Armin Mößner est réélu avec 83,7 % des voix exprimées.
Le blason de la ville a subi plusieurs modifications au cours des siècles. Après avoir représenté une crosse d'abbé (plus tard avec un velum), deux loups ont été ajoutés au XVIIe siècle. À la fin du XIXe siècle, la crosse de l'abbé est remplacée par un sapin qui représente la forêt de Murrhardt et peut donc se référer au nom de la colonie originelle (873 : Murrahart).
Le 23 septembre 2008, la ville s'est vu décerner par le gouvernement fédéral le titre de Ort der Vielfalt (en) (Lieu de la diversité), une initiative du Ministère fédéral de la Famille afin de promouvoir la diversité culturelle dans le cadre du programme fédéral « Promouvoir la tolérance, renforcer les compétences ».

## Jumelages
Murrhardt est jumelée avec la commune de Château-Gontier dans le nord-ouest de la France depuis le 24 septembre 1966. En 1983 est signé le contrat de jumelage avec Frome en Angleterre, suivi après la réunification par Rötha en Saxe en 1990. En 2008, les villes jumelées de Château-Gontier, Frome et Murrhardt se lient avec la nouvelle ville jumelée de Rabka-Zdrój dans le sud de la Pologne. Le 17 juillet 2009, le jumelage entre les quatre villes est officiellement scellé lors d'une rencontre en Pologne.

## Patrimoine architectural et culturel

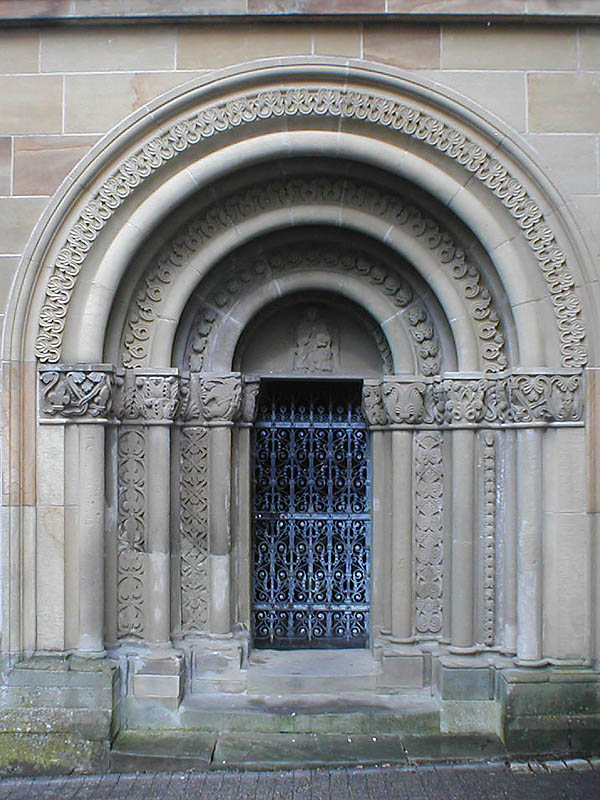
Portail de la Walterichskapelle.

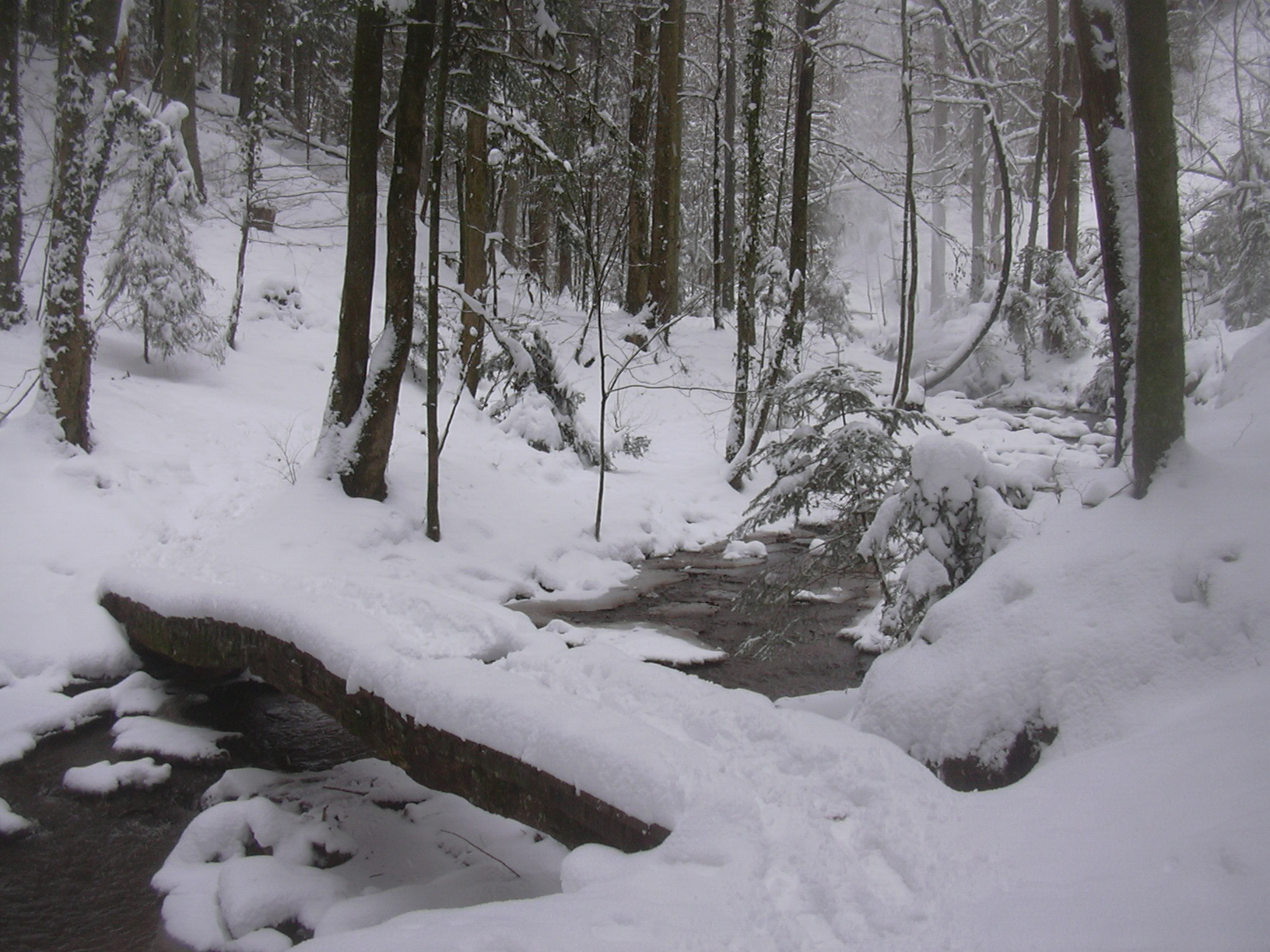
Le val de la Hoerschbach en hiver.

- L'église de la ville (ancienne église conventuelle) remonte au IXe siècle et présente un grand intérêt du point de vue de l'architecture et de l'histoire de l'art. La chapelle de Walterich qui y est annexée est un exemple significatif de l'architecture romane tardive dans le sud-ouest de l'Allemagne.
- La Walterichskirche, ancienne église de pèlerinage, et la Leutkirche de l'ancien monastère, avec autel sculpté de 1512 sur le mur extérieur de l'église. L'autel n'est accessible au public que pendant la semaine sainte jusqu'à Pâques inclus, il est fermé le reste de l'année.
- La vieille ville est caractérisée par ses bâtiments à colombages.
- Le musée privé Carl-Schweizer réunit des collections zoologiques et historiques (notamment sur l'époque romaine et l'histoire du monastère).
- La Villa Franck, construite de 1904 à 1907 par les architectes Paul Schmohl et Georg Staehelin, entourée d'un parc de 7 hectares des jardiniers d'art Albert Lilienfein père & fils, est l'une des plus notables villas d'Art nouveau d'Allemagne et l'une des mieux conservées.
- La Collection d'art municipale avec des œuvres de Heinrich von Zügel, Reinhold Nägele, Carl Obenland, Heiner Lucas.
- Le Centre du parc naturel sur la place du marché abrite, outre le Bureau du parc naturel et un centre d'information, une exposition sur la nature et sa découverte.
- La Rümelinsmühle, un moulin à eau encore en service, construit en 1799 comme moulin du monastère. La roue à eau, rénovée en 2007, actionne les foulons encore en état de marche.

Le ruisseau de la Hörschbach (de) est une gorge de forêt primitive avec deux cascades. Autre monument naturel notable : La Felsenmeer (mer de roches), un site d'éboulement de blocs de grès pouvant atteindre plusieurs mètres cubes.

## Tourisme
La ville dispose de plusieurs installations : la zone de loisirs Waldsee avec camping à l'année, le parc municipal avec aire de jeux pour enfants, une piscine extérieure chauffée, un parcours de santé dans la vallée du Trauzenbach, et une aire de camping-car près de la salle des fêtes.
Les randonneurs disposent de circuits de randonnée avec pour destinations la tour du Riesberg, les cascades du Hörschbach, les cabanes de barbecue ou le parc écologique Wellingtonien peuvent être des buts de randonnée.
Murrhardt est traversé par le chemin de randonnée du Limes du Schwäbischer Albverein (en), un tronçon du chemin de randonnée du Limes (Deutscher Limes-Wanderweg (de)). Sur l'étape de Rothenburg ob der Tauber à Rottenburg am Neckar, le chemin de Saint-Jacques traverse la ville de Murrhardt.
La ville est traversée par la piste cyclable allemande du Limes. Elle suit le limes germanique supérieur sur 818 km de Bad Hönningen sur le Rhin à Ratisbonne sur le Danube.

## Économie
L'économie est dominée par de moyennes entreprises d'artisanat et de construction mécanique employant généralement moins de 50 personnes. La ville dispose d'agences bancaires, de supermarchés et d'une zone commerciale piétonne.
La société Robert Bosch GmbH maintient une production de machines de bricolage et est le plus gros employeur de la ville. L'entreprise est issue de l'ancienne société Spintex.
Autres entreprises : Friedrich Gampper KG, fabricant de robinetterie NIL, CWS-boco, anciennement Erich Schumm GmbH, qui exploite une blanchisserie industrielle de rouleaux d'essuie-mains et de tapis de sol. Après la Seconde Guerre mondiale, Erich Schumm était multi-entrepreneur ; entre autres, inventeur du combustible Esbit et fabricant de bonbons, il a également fondé la maison de retraite du même nom à Murrhardt, qui est considérée comme la première du genre dans le sud de l'Allemagne.
De nombreux habitants font la navette pour aller travailler à Backnang, Waiblingen et surtout Stuttgart, qui est accessible en train en 40 minutes environ.
Le niveau d'endettement de la commune est de 637 euros par habitant.
Murrhardt est une commune membre du syndicat d'eau Murrtal. Sa mission est la protection contre les inondations.

## Éducation
La ville compte divers établissements scolaires :
- le Lycée Heinrich-von-Zügel ;
- la Walterichschule, une école primaire et une Hauptschule avec Werkrealschule ;
- la Hörschbachschule, une école primaire ;
- l'École primaire de Fornsbach ;
- la Herzog-Christoph Schule, une école spécialisée ;
- la Bodelschwingh-Schule, une école pour enfants handicapés ;
- la Daniel-Schule, une école confessionnelle adventiste (école primaire et secondaire agréée par l'État)

Une école secondaire peut être fréquentée à Sulzbach. Le lycée technique et commercial le plus proche se trouve à Backnang. Les lycées de sciences alimentaires les plus proches sont ceux de Waiblingen et de Schwäbisch Hall.
Parmi les institutions de pédagogie alternative, il existe un jardin d'enfants Waldorf accompagné d'une association dans la Weststadt ainsi qu'un jardin d'enfants forestier géré par la ville.

## Personnalités liées à la commune
- Johann Conrad Jacobi, maire de Bochum en 1772 ;
- Eduard Wüst (de), théologie protestant, fondateur du piétisme chez les Allemands de Russie ;
- Heinrich von Zügel, peintre animalier.